# Radovan Pulko
Radovan Pulko, slovenski zgodovinar in geograf, * 21. julij 1971, Ptuj.
Napisal je Ruska emigracija na Slovenskem 1921-1941. Delo je poželo veliko zanimanja tako doma kot v tujini, seveda zlasti med Rusi in ruskimi emigranti. Občasno piše tudi za Vojnozgodovinski zbornik, kjer objavlja krajše prispevke.

## Odlikovanja in priznanja
- bojni znak Pekre (1992)
- kovanec Generalštaba Slovenske vojske (2001)
- spominski znak Pekre (2001)

## Dela
- Ruska emigracija na Slovenskem 1921-1941, Vojni muzej Logatec, 2004.